# EGS-zs8-1
EGS-zs8-1 is een sterrenstelsel dat vermoedelijk uit de begintijden van het ontstaan van heelal zoals we dat nu kennen stamt.
Vermoed wordt dat het sterrenstelsel gevormd werd toen het heelal ongeveer 650 miljoen jaar oud was, ongeveer 13 miljard jaar geleden.